# Château du Plessis-Bardoult
Le château du Plessis-Bardoult ou du Plessis-Bardoul ou du Plessix-Bardoul est situé sur la commune de Pléchâtel, dans le département d'Ille-et-Vilaine, près de Bain-de-Bretagne et à 35 kilomètres de Rennes, à proximité des Landes de Bagaron et du Chêne de Breslon. Terre noble et de haute justice,,,,appartenant à l'origine à la famille Bardoult (Bardoul), puis aux familles Le Ménager, De Neuville, De Tanoüarn, Simon et Cardinal.

## Château du Plessis-Bardoult
Simple manoir, jusqu’au début du XVIIIe siècle, qui devient château avec l’édification d’un pavillon nord en 1853. Le corps de bâtiment principal sud remonte au début du XVIIe siècle.

### Chapelle

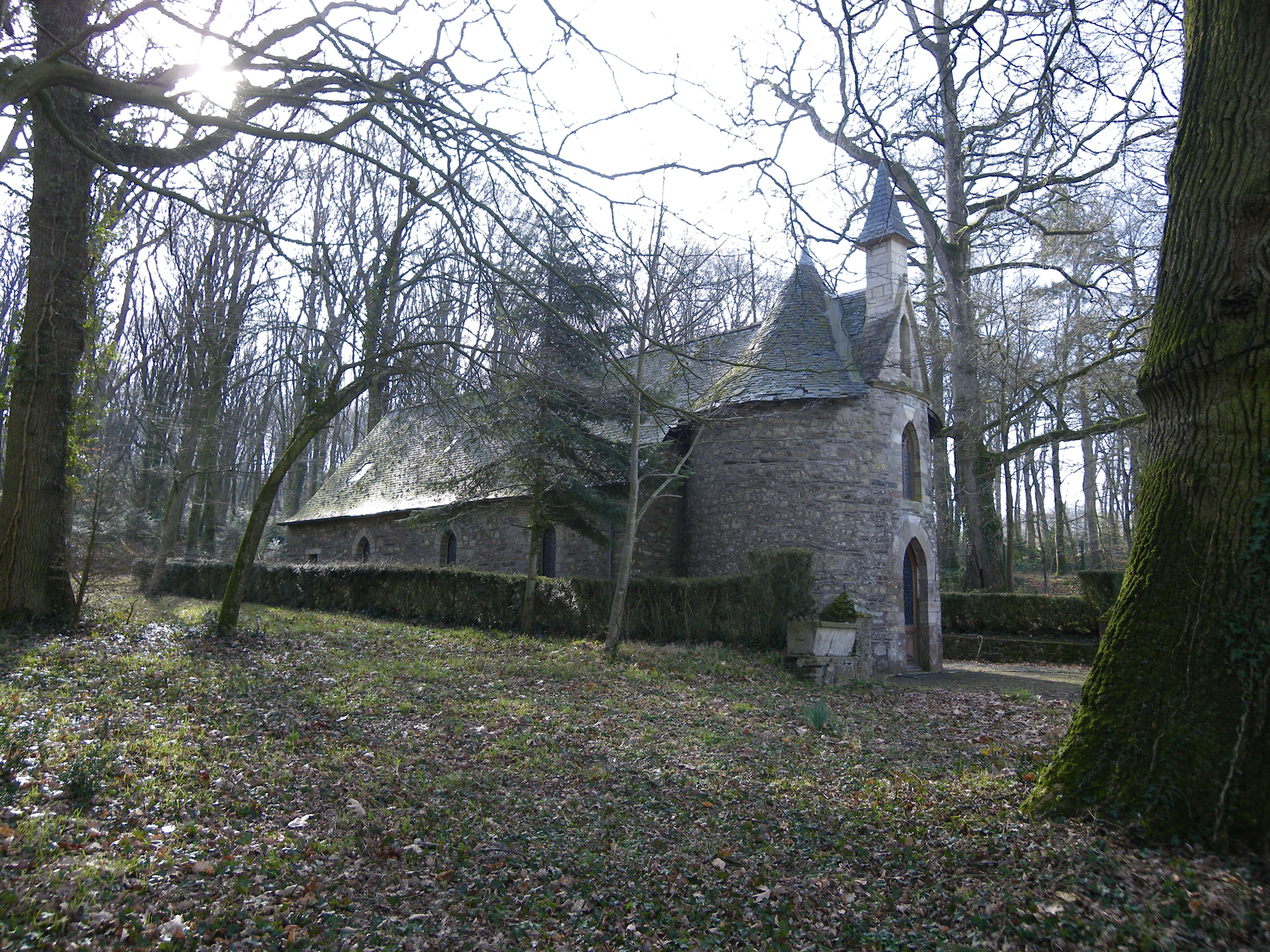
La chapelle.

Au XVIe siècle, des cérémonies religieuses protestantes ont lieu à la chapelle du Plessis-Bardoult construite en 1600. Les seigneurs du château du Hardatz (Messac en Ille-et-Vilaine) sont à la tête du mouvement protestant. Après la signature de l'édit de Nantes en 1598, Roland de Neufville, évêque de Saint-Pol-de-Léon, y rétablit définitivement le culte catholique
La chapelle actuelle construite en 1850 remplace la chapelle primitive.

### Parc et bois
Le parc du château présente des arbres rares en provenance de plusieurs continents.
Sur la propriété, s'étendent 4 étangs bordés de hêtres pourpres, de roseaux et de bambous.
Dans le bois de 40 hectares, fleurissent les muguets et les digitales pourpres.

### Métairies
À la Renaissance, la seigneurie du Plessis-Bardoult développe des métairies sur les terres autour du château: la métairie d'Ahaut, la métairie de la Corvaiserie, la métairie de La Borde.
À La Borde, le défrichement des terres a commencé par le Paumery (ou pommery, lieu planté de pommiers), qui devint le verger du château. Il s'est poursuivi au Champ Gicquel. Durant la révolution française, Noël Villebout et Marie Lebreton et leurs 6 enfants y possèdent 2 bœufs, 6 vaches, 8 moutons, 16 brebis et un cheval.

### Forges
Les forges du Plessis-Bardoult possèdent le dernier Haut fourneau à charbon de bois de Bretagne.

### Anciennes ardoisières
Ce sont des anciennes carrières de schistes ardoisiens briovériens situées sur la Butte de Huneau dominant le fleuve La Vilaine, appartenant aux vassaux du Plessis-Bardoult.
Leur exploitation se faisait à ciel ouvert grâce à plusieurs puits d'extraction.

### Village disparu
À Macaire (prairie d'une métairie du Plessis-Bardoult), subsistent les fondations de maisons contemporaines de Du Guesclin, connétable de France et du roi de France Charles V de France.
Sur une pièce de monnaie retrouvée parmi des débris de briques et d'ardoises, figurent une fleur de lys, deux Croix potencées (Croix de Jérusalem) emblème des chrétiens d'Orient.

### Ancienne poste
En 1881, l’administration des postes loue une maison appartenant à Fidèle Simon, député de la gauche républicaine, propriétaire du Plessis-Bardoult, sise près des Forges, pour recevoir le bureau de poste de Pléchâtel. Fidèle Simon se réserve le droit de reprendre la maison à condition d'en fournir une autre située plus près de la Gare de Pléchâtel.

## Galerie

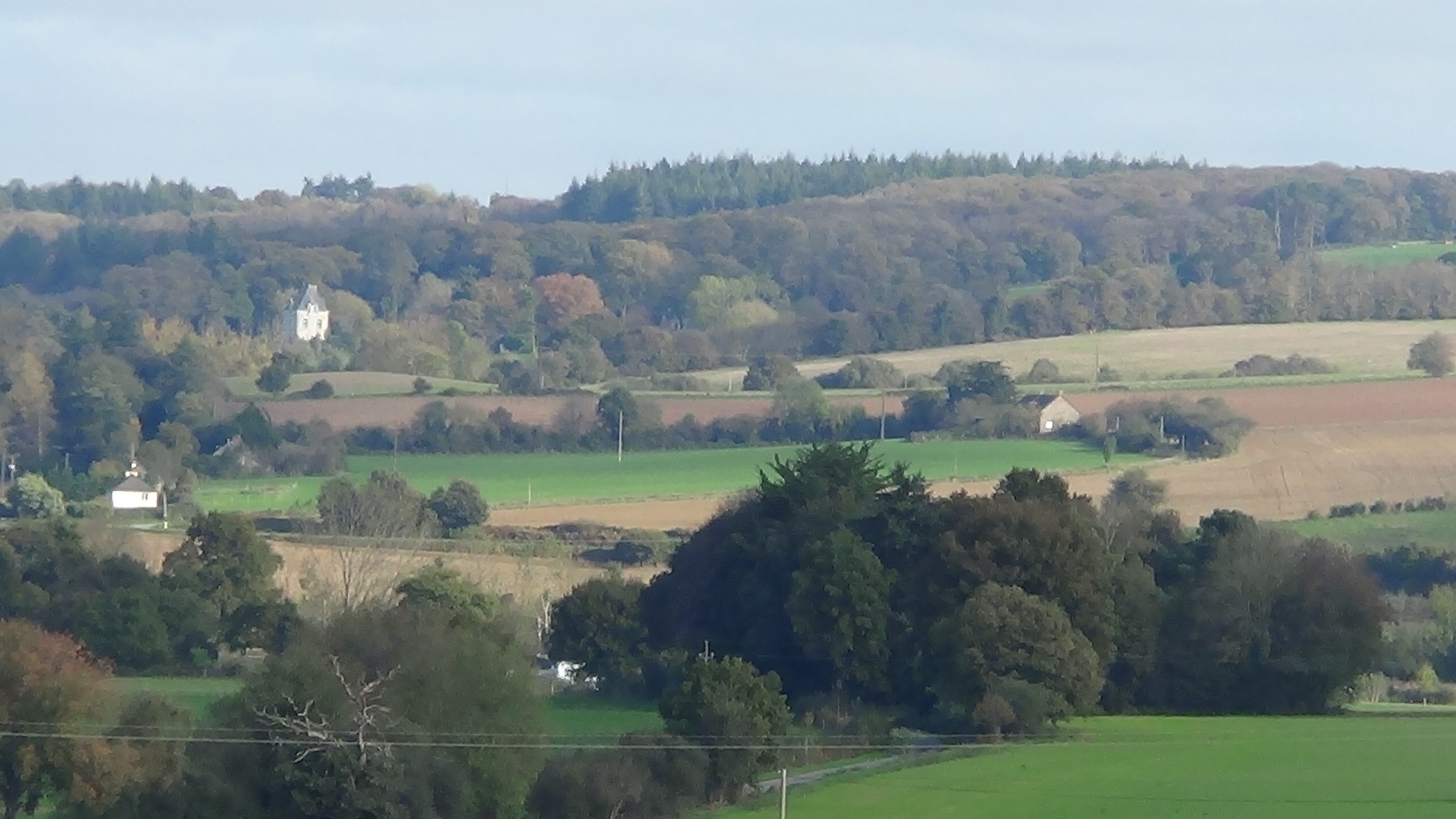

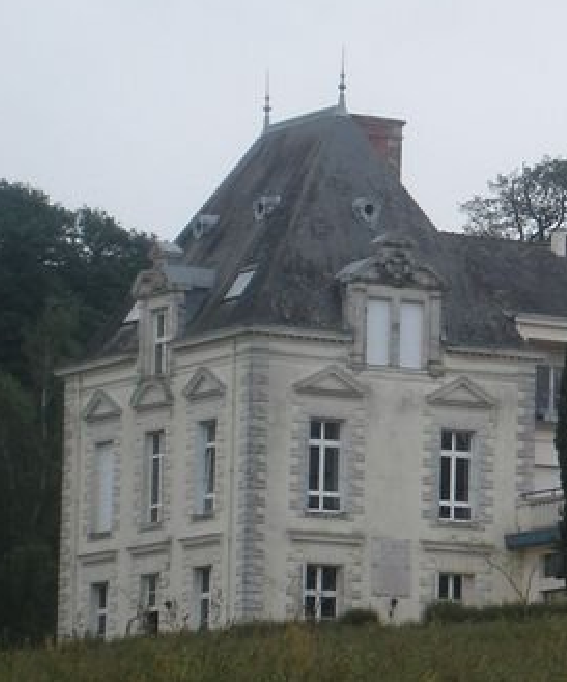

## Personnalités liées au Plessis-Bardoult
- Foulque Bardoul (XIVe siècle), prélat français issu de la famille Bardoul et Garde des sceaux de France[20].
- Jacques Bardoul, de la famille du Plessis-Bardoult (XVe siècle), chevalier de Rhodes aux côtés du grand maître Pierre d'Aubusson défenseur de Rhodes[21] en 1480[22].
- Roland de Neufville (1530-1613) évêque de Léon de 1563 à 1613, fils de Renaud de Neufville, seigneur du Plessis-Bardoult.
- Anne-Marthe Roland Onffroy de Vérez, chevalier de l'ordre royal et militaire de Saint-Louis, exilé en Jamaïque et propriétaire du Plessis-Bardoult[23].
- Jules-Henry Onffroy de Vérez, explorateur en Amérique du Sud (Chili, Pérou)[23] a passé son adolescence au château du Plessis-Bardoult.
- Pierre Richard de La Pervanchère, Officier de cavalerie, propriétaire du Plessis-Bardoult (XIXe siècle).
- Fidèle Simon, Député de la Loire-Atlantique Gauche républicaine (1871-1893), décédé en  1911 dans sa propriété du Plessis-Bardoult[7].
- Le père Daniel Brottier, Directeur de l'Œuvre des Orphelins apprentis d'Auteuil, béatifié par Jean-Paul II, fondateur de l’ancienne maison de retraite du Plessis-Bardoult.
- René Patay (1898-1995), Médecin biologiste, pilote de l’Escadrille des Cigognes), Maire de Rennes,  a lancé l’idée d’une maison de retraite pour les vieux combattants de l’UNC[24].
- Le Général Weygand (1867-1965), membre de l'Académie française, a inauguré la maison de retraite du Plessis-Bardoult le 4 juillet 1937 en présence de 100 000 personnes[25].
- Le Général de corps aérien René Chesnais, Président de l’UNC du Plessis-Bardoult [26].

### Ouvrages
- Récits historiques, traditions et légendes de Haute-Bretagne : Ille-et-Vilaine, arrondissement de Redon, 1870, publié par l'Amédée Guillotin de Corson.
- Les Grandes Seigneuries de Haute-Bretagne, 2 vol., 1897-1898, publié par l'Amédée Guillotin de Corson.
- Petites Seigneuries de Haute-Bretagne : ouvrage posthume contenant 22 seigneuries, 1907,publié par l'Amédée Guillotin de Corson
- Dictionnaire d'histoire et de géographie ecclésiastiques (Volume 06)   Auteur: Baudrillart, Alfred, 1859-1942